# آلکان‌های عالی
آلکان‌های عالی (انگلیسی: Higher alkanes) به آلکان‌هایی گفته می‌شود که دارای ۹ یا تعداد بیشتری اتم کربن هستند. نونان، سبک‌ترین آلکان عالی است که دارای نقطه اشتعالی بیش از ۲۵ درجه سانتی گراد است.